# 5-メチルウリジン三リン酸
5-メチルウリジン三リン酸(5-Methyluridine triphosphate、)は、5種類の
ヌクレオシド三リン酸の1つである。チミジンのリボヌクレオシド三リン酸であるが、チミジン三リン酸という用語は、慣習によりデオキシリボヌクレオシドに対して用いられるため、5-メチルウリジンという用語が用いられる。